# Джим Брідвелл
Джим Брідвелл (29 липня 1944 — 16 лютого 2018) — американський скелелаз та альпініст, який активно працював з 1965 року в долині Йосеміті, а пізніше в Патагонії та на Алясці. Він був відомий тим, що розширював стандарти як скелелазіння з використанням альпінізму, так і скелелазіння на великі стіни, а пізніше альпіністського скелелазіння. Він написав численні статті про скелелазіння та розробив кілька важливих одиниць спорядження для скелелазіння з використанням альпінізму. Брідвелл був учнем Рояла Роббінса та Воррена Гардінга, а пізніше неофіційним лідером Stonemasters.